# Видимая сеть
Видимая сеть (также известна как Верхняя сеть, Индексированный веб, Индексируемая сеть или Лёгкая сеть) — это часть Всемирной паутины, находящаяся в открытом лёгком доступе для широкой публики и индексируемая поисковыми системами. Страницы из этой сети свободно можно найти при поисковом запросе. Она является полной противоположностью Глубинной сети.
Согласно источнику от 14 июня 2015 года, Google в индекс сетевой поверхности содержит около 14,5 млрд страниц